# Jan Namysł
Jan Namysł, ps. Czaszka, Jan, Jaś (ur. 23 maja 1882 w Odolanowie, zm. 7/8 lipca 1942 w okolicach Poznania) – podpułkownik piechoty Wojska Polskiego, powstaniec wielkopolski, członek Związku Walki Zbrojnej, działacz niepodległościowy, kawaler Orderu Virtuti Militari.

## Życiorys
Urodził się 23 maja 1882 w Odolanowie, w rodzinie Jakuba i Praksedy z Groblewiczów. W 1902 ukończył studium nauczycielskie. Odbył służbę wojskową w armii niemieckiej, gdzie ukończył szkołę oficerów rezerwy. Po jej zakończeniu, do sierpnia 1914 kierował szkołą ludową w Gierłachowie. Po wybuchu I wojny światowej został zmobilizowany. Walczył na francuskim froncie zachodnim. W 1916 został awansowany do stopnia podporucznika.
Po zakończeniu walk powrócił do Gierłachowa. Od grudnia 1918 brał udział w powstaniu wielkopolskim, gdzie dowodził kolejno: 1 Krzywińską kompanią powstańczą, I batalionem garnizonowym w Kościanie, III batalionem 7 pułku Strzelców Wielkopolskich oraz 8 pułkiem Strzelców Wielkopolskich, przemianowanym w grudniu 1919 roku na 62 pułk piechoty. W 1919 roku został awansowany kolejno na stopnie porucznika, kapitana.
15 lutego 1920 został dowódcą 155 pułku piechoty wielkopolskiej, na którego czele walczył na wojnie z bolszewikami. 15 lipca 1920 roku został zatwierdzony z dniem 1 kwietnia 1920 roku w stopniu majora, w piechocie, w grupie oficerów byłej armii niemieckiej. W 1921 służył w 73 pułku piechoty. 3 maja 1922 został zweryfikowany w stopniu majora ze starszeństwem z 1 czerwca 1919 i 327. lokatą w korpusie oficerów piechoty, a jego oddziałem macierzystym był nadal 73 Pułk Piechoty. W latach 1922–1923 był komendantem PKU Gostyń (do 26 maja 1922 z tymczasową siedzibą w Krotoszynie), a następnie komendantem PKU Jarocin, pozostając oficerem nadetatowym 70 pułku piechoty w Jarocinie. 12 kwietnia 1927 mianowany podpułkownikiem ze starszeństwem z 1 stycznia 1927 i 21. lokatą w korpusie oficerów piechoty. Z dniem 31 grudnia 1928 został przeniesiony w stan spoczynku. Po zakończeniu służby zamieszkał w Poznaniu.
Latem 1939 został ponownie zmobilizowany. Podczas kampanii wrześniowej pełnił funkcję komendanta obozu jenieckiego w Warszawie. Po kapitulacji stolicy powrócił do Poznania. Tam, wiosną 1940 rozpoczął działalność konspiracyjną w Związku Walki Zbrojnej. Od kwietnia do września 1941 pełnił funkcję Komendanta Inspektoratu Rejonowego Poznań–Miasto ZWZ (kryptonim „Delta”). Aresztowany przez gestapo we wrześniu 1941, został osadzony w poznańskim Forcie VII. Został zamordowany przez Gestapo w okolicach Poznania, najprawdopodobniej 7/8 lipca 1942 roku.

## Rodzina
8 lutego 1909 roku zawarł związek małżeński z Magdaleną Handschuh (ur. 9 czerwca 1895), z którego miał troje dzieci: Alfreda (1912–1940), Florentynę (ur. 14 kwietnia 1917) i Jana Henryka (ur. 8 stycznia 1918). 
Porucznik piechoty Alfred Bernard Henryk Namysł został zamordowany w Charkowie. 5 sierpnia 1933 roku Prezydent RP Ignacy Mościcki mianował go podporucznikiem ze starszeństwem z 15 sierpnia 1933 roku i 85. lokatą w korpusie oficerów piechoty, a minister spraw wojskowych wcielił do 65 pułku piechoty w Grudziądzu. W marcu 1939 pełnił służbę w 77 pułku piechoty w Lidzie na stanowisku dowódcy plutonu Dywizyjnego Kursu Podchorążych Rezerwy 19 DP.

## Ordery i odznaczenia
- Krzyż Srebrny Orderu Wojskowego Virtuti Militari nr 4723[16][17]
- Krzyż Niepodległości – 27 czerwca 1938 „za pracę w dziele odzyskania niepodległości”[18], w zamian za uprzednio (9 listopada 1932) nadany Medal Niepodległości[19][1][20]
- Krzyż Walecznych dwukrotnie[21][22]